# Syritta leucopleura
Syritta leucopleura är en tvåvingeart som beskrevs av Jacques-Marie-Frangile Bigot 1859. Syritta leucopleura ingår i släktet kompostblomflugor, och familjen blomflugor.
Artens utbredningsområde är Madagaskar. Inga underarter finns listade i Catalogue of Life.